# Der Chiemseekrimi
Der Chiemseekrimi ist der Titel einer deutschen Kriminalfilm-Reihe mit Michael Fitz in der Hauptrolle des Kommissar Hattinger. Die Reihe basiert auf Kriminalromanen von Thomas Bogenberger und wird seit 2013 vom ZDF ausgestrahlt.

## Handlung
Kommissar Hattinger ermittelt die Mordfällen rund um den Chiemsee. Er ist frisch geschieden und hat daran noch etwas zu knabbern. Entsprechend ist er mitunter schlecht gelaunt und seiner Tochter Lena gegenüber etwas überbesorgt. An seiner Seite hat er den diensteifrigen Assistenten Wildmann.

## Episodenliste
| Nr. | Originaltitel                | Erstausstrahlung | Regie                 | Drehbuch                              | Zuschauer             |
| --- | ---------------------------- | ---------------- | --------------------- | ------------------------------------- | --------------------- |
| 1   | Hattinger und die kalte Hand | 25. Nov. 2013    | Hans Steinbichler     | Ariela Bogenberger Thomas Bogenberger | 6,0 Mio. (17,9 % MA)  |
| 2   | Hattinger und der Nebel      | 17. Okt. 2016    | Marcus O. Rosenmüller | Timo Berndt                           | 4,67 Mio. (13,6 % MA) |

## Kritiken
Rainer Tittelbach von tittelbach.tv wertete: „Hattinger, wie ihn Michael Fitz verkörpert, lässig und doch bestimmt, verrät schon äußerlich, wo er steht: Seine Ausstrahlung samt schwarzer Kleidung ist großstädtisch. ‚Hattinger ist auf dem Land geblieben, schaut aber über den Tellerrand‘, so Steinbichler, ‚im Kopf ist er weggegangen, aber er arbeitet trotzdem noch vor Ort.‘ Daraus resultiert gelegentlich eine leichte Eitelkeit und Arroganz, die sich mischen mit Hattingers Kompetenz, seiner Klarheit und Willensstärke. Und dieser Kommissar, der nicht gern viel redet, schon gar nicht über sich und seine Gefühle, ist am Ende gar nicht der coole Hund, für den man ihn zunächst halten könnte. Gibt ihm jemand die Möglichkeit, Empathie zu zeigen, ergreift er diese Möglichkeit. Einem mehrfachen Mörder kann er sich notfalls leichter öffnen (wenn er ihn versteht) als zum Beispiel seiner harmoniesüchtigen, überfreundlichen Kollegin.“